# 천마총 금관
천마총 금관은 대한민국 경상북도 경주시의 천마총에서 발견된 신라 때 금관이다. 1978년 12월 7일 대한민국의 국보 제188호로 지정되었다.

## 개요
고분 제 155호에서 다른 껴묻거리들과 발굴되었다. 이 당시 천마도와 함께 발굴되어 고분 제 155호가 천마총이라는 이름을 얻게 된다. 이 금관은 신라 금관의 전형적인 모습을 띠고 있으며 다른 금관들과는 다르게 무덤의 주인이 쓴 상태로 발굴되었다. 신라 금관 중 가장 화려하다. 또한 황남대총 금관과 금령총 금관과 비슷한 형태로 되어있어 이와 비슷한 시기에 만들어졌다고 추정된다.

## 모양 및 생김새
3개의 나뭇가지 모양과 2개의 사슴 뿔 모양이 금관 테에 달려 있고 금관의 앞 부분에는 옥과 달개가 달려있어 화려함의 극치를 보여준다. 나뭇가지 모양의 장식의 끝에는 모두 꽃봉오리 모양으로 장식되어 있다. 또한 달개(드리개)는 나뭇잎 모양으로 장식되어 있다. 관의 테두리에는 위아래에 연속점무늬와 물결무늬가 조화를 이루고 있다

## 갤러리

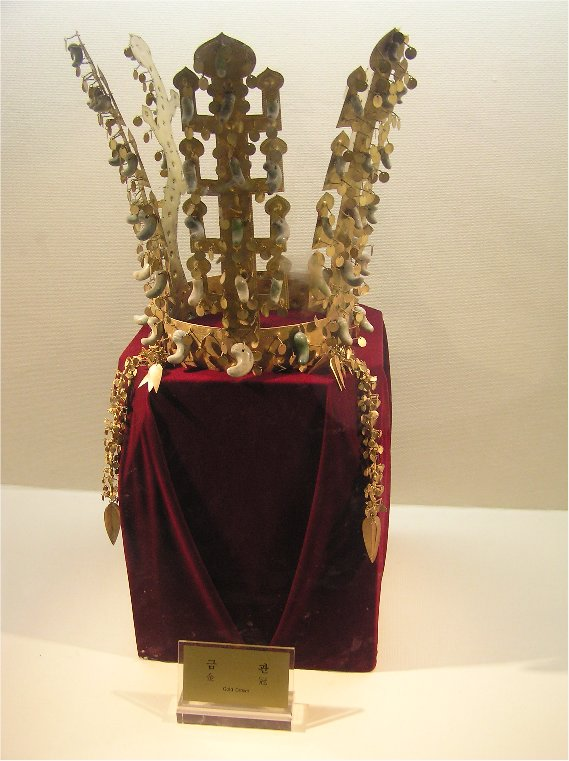

## 참고 자료
- 천마총 금관 - 국가유산청 국가유산포털